# Sittelle du Yunnan
Vous lisez un « article de qualité » labellisé en 2014.
Sitta yunnanensis
Espèce
Statut de conservation UICN

 NT : Quasi menacé
La Sittelle du Yunnan (Sitta yunnanensis) est une espèce d'oiseaux de la famille des Sittidae. C'est une petite sittelle, mesurant 12 cm de longueur, sans dimorphisme sexuel prononcé. Les parties supérieures sont gris-bleu, contrastant avec les parties inférieures claires et unies, chamoisées. Elle a un fin sourcil blanc, distinct quand le plumage est frais, et surmontant un trait oculaire noir prononcé. C'est un oiseau bruyant, produisant des sons simples et nasillards, parfois en séries répétitives. Son écologie est très mal connue : elle se nourrit d'insectes et la reproduction a lieu vers le mois de mars.
La Sittelle du Yunnan est endémique du Sud-Ouest de la Chine, s'approchant de la frontière avec la Birmanie. Elle y peuple les vieilles pinèdes jusqu'à 4 000 m d'altitude. C'est l'espèce la plus basale du « groupe canadensis », qui regroupe aussi la Sittelle à poitrine rousse (S. canadensis), la Sittelle de Chine (S. villosa), la Sittelle corse (S. whiteheadi), la Sittelle kabyle (S. ledanti) et la Sittelle de Krüper (S. krueperi). Les effectifs de l'espèce ne sont pas connus, mais probablement en déclin du fait de la destruction de l'habitat de l'espèce. Pour ces raisons, l'Union internationale pour la conservation de la nature considère l'oiseau comme « quasi menacé ».

## Description
Les parties supérieures de la Sittelle du Yunnan sont gris-bleu, y compris la calotte bien qu'elle soit séparée du haut du manteau par une zone plus pâle. L'oiseau a un fin sourcil blanchâtre, qui s'étend jusqu'au front et qui surmonte un trait oculaire noir, qui s'élargit notablement sur l'arrière, sur les côtés du manteau. L'œil est finement cerclé de blanc. La joue et la gorge sont blanches. Les parties inférieures sont unies et pâles, chamois-rosâtre. Le bec est fin et pointu et le culmen presque droit peut donner l'impression que la pointe du bec remonte vers le haut. L'iris est brun foncé, le bec gris-noir avec la base de la mandibule inférieure de couleur corne ou jaunâtre. Les pattes et les doigts sont gris-noir. La Sittelle du Yunnan est une petite sittelle, mesurant 12 cm de longueur. Chez le mâle et la femelle, respectivement, l'aile pliée mesure 69,5-74 mm et 67-74 mm, la queue 35-41 mm et 36-38 mm. Le bec mesure 16,8-19,5 mm et le tarse 14,8-19 mm. Son poids est compris entre 7,5 et 13 g.
Il y a peu de dimorphisme sexuel, mais le noir du trait oculaire de la femelle est en moyenne moins intense et ses parties inférieures sont plus ternes et plus grises. Le plumage est frais à partir d'août, et s'use progressivement jusqu'au printemps suivant. En plumage usé, les extrémités blanchâtres des plumes formant le sourcil sont usées, et le trait sourcilier devient discontinu ou inapparent. Les parties supérieures sont plus ternes, moins bleues. Les plumes de la queue et des ailes s'usent aussi mais les pointes bleu-gris des rectrices persistent au moins jusqu'en mai. Les parties inférieures ternissent et deviennent de plus en plus « sales », et tirent vers le blanc-grisâtre. Le jeune est plus terne que l'adulte, avec le sourcil moins marqué et ne s'étendant pas jusqu'au front, parfois presque absent et consistant en un bord de la calotte plus clair. Le trait oculaire est également moins large, la joue est gris sale et non blanche. La gorge est plus blanche, mais le reste des parties inférieures est plus terne, cannelle grisâtre, bien que moins pâle que chez un adulte en plumage usé. Les parties supérieures sont plus ternes et plus grises. Le bec des jeunes à l'envol est plus court et a la base pâle. Les adultes effectuent une mue post-nuptiale complète (entre juillet et septembre) et peut-être parfois une mue partielle avant la saison de reproduction (janvier-février), qui touche notamment la poitrine.
La Sittelle géante (Sitta magna) peut se rencontrer dans le même type d'habitats que la Sittelle du Yunnan, mais est de bien plus grande taille et n'a pas de sourcil blanc. La Sittelle des Naga (S. nagaensis) est plus proche en taille de la Sittelle du Yunnan, mais a du roux sur les flancs et n'a pas de sourcil blanc.

## Écologie et comportement

### Voix
La Sittelle du Yunnan est un oiseau assez bruyant. Elle pousse généralement des petits cris simples, en nit ou kni, ou produit un tit plus abrupt, un pit bas et couinant ou encore un toik bas et nasal. Le cri en nit peut-être répété, en séries de quatre à dix secondes à un rythme de cinq-six notes par seconde, produisant un kni-kni-kni…, un kit-kit-kit… plus fin, un pi-pi-pi… plus sifflé ou un niew-niew-niew… plus nasal, mais assez aigu et faible. Elle produit aussi un cri rêche en schri-schri-schri… ou szi-szi-szi… rappelant le Geai des chênes (Garrulus glandarius) et partagé par les autres petites sittelles du Paléarctique. Parfois, ce cri devient un ziew-ziew-ziew…, émis en séries calmes de trois notes par seconde et rappelant le bruit d'un jouet couinant. Enfin, elle émet des cris explosifs en séries courtes de deux-trois notes nasales, en quit-quit-quit, schu-schu-schu ou un tui-tui-tui plus fin.

### Alimentation et reproduction
Le régime alimentaire de la Sittelle du Yunnan n'est pas bien connu, mais elle consomme des insectes qu'elle attrape en cherchant au milieu des branches de pins comme le ferait une mésange. La reproduction de la Sittelle du Yunnan est également grandement méconnue. Une femelle collectée un 9 mars dans le Guizhou était proche de la ponte, et des jeunes ont déjà été collectés à partir du 21 mai,.

## Répartition et habitat

Répartition approximative de l'espèce selon Simon Harrap.

Cette espèce est endémique du Sud-Ouest de la Chine. Elle vit dans le centre et l'Ouest du Yunnan, dans le xian de Lushui, à Baoshan, dans le xian autonome dai et yi de Jinggu, le xian de Shiping et Kunming, jusque près de la frontière avec la Birmanie. On la trouve aussi dans le Sud-Ouest du Sichuan, dans le xian de Huidong, à Xichang et dans la vallée du Yalong, jusqu'au xian de Yajiang au nord. Elle vit également dans l'extrême Sud-Est du Tibet (xian de Zayü, notamment) et dans l'Ouest du Guizhou (xian de Shuicheng). Une étude publiée en 2003 s'intéressant aux répartitions des espèces endémiques de Chine met en évidence trois centres d'endémisme principaux, dont les monts Hengduan qui abritent la Sittelle du Yunnan, et d'autres espèces comme l'Ithagine ensanglanté (Ithaginis cruentus), le Hokki blanc (Crossoptilon crossoptilon), la Timalie à couronne rousse (Moupinia poecilotis) ou encore le Bruselin de Przewalski (Urocynchramus pylzowi).

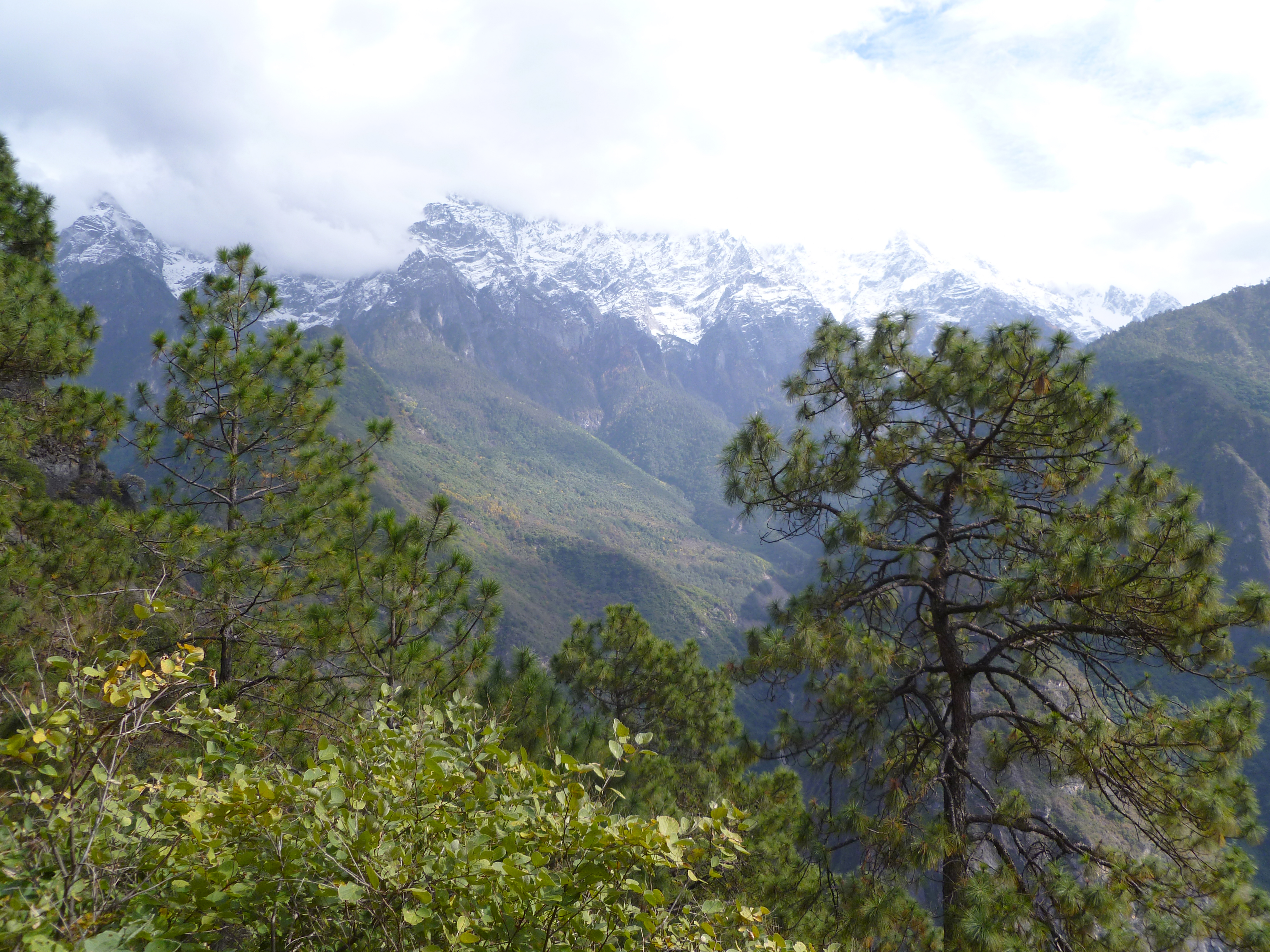
Vue sur le mont enneigé Yulong, avec des pins Pinus yunnanensis au premier plan.

La Sittelle du Yunnan est une espèce sédentaire. Elle peuple les vieilles forêts de pins (Pinus) avec des sous-bois peu denses, et évite les boisements d'épicéas (Picea) et de sapins (Abies) trop denses. Occasionnellement, elle peut prospecter sur de petits pins de deux-trois mètres de haut, dans les forêts ouvertes ou parmi les arbres épars. En été, la Sittelle du Yunnan vit entre 2 440 et 3 960 mètres d'altitude, mais descend généralement dans les vallées à la mauvaise saison, jusqu'à 1 200 mètres, bien qu'elle puisse rester aux plus hautes altitudes, ayant notamment été observée entre 2 600 et 4 000 mètres entre novembre et janvier dans le xian de Shuangbai.

## Taxinomie et systématique

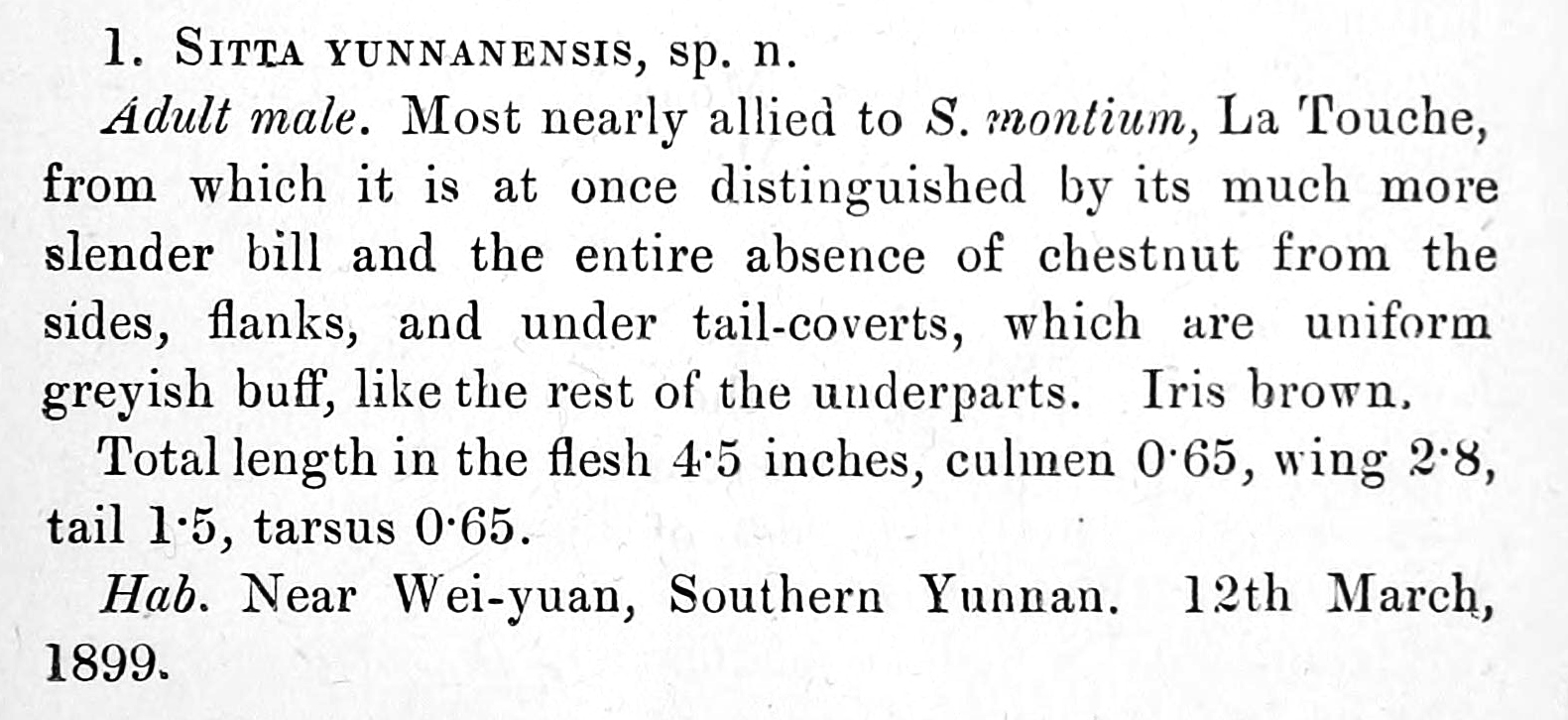
Protologue de Sitta yunnanensis, par William Robert Ogilvie-Grant.

La Sittelle du Yunnan est décrite en 1900 sous son nom actuel, Sitta yunnanensis, par l'ornithologue écossais William Robert Ogilvie-Grant, d'après un holotype mâle ramené du Sud du Yunnan par le colonel écossais Alfred Woodrow Stanley Wingate. Dans le découpage en sous-genres du genre Sitta, peu utilisé, la Sittelle du Yunnan est placée dans Sitta (Micrositta) Buturlin, 1916. Selon le Congrès ornithologique international et Alan P. Peterson, aucune sous-espèce n'est distinguée,.
- - 
    - Sittelle à tête brune (S. pusilla)
    - Sittelle pygmée (S. pygmaea)

  - « groupe canadensis »
    - Sittelle du Yunnan (S. yunnanensis)
    - 
      - 
        - Sittelle à poitrine rousse (S. canadensis)
        - 
          - Sittelle corse (S. whiteheadi)
          - Sittelle de Chine (S. villosa)

      - 
        - Sittelle de Krüper (S. krueperi)
        - Sittelle kabyle (S. ledanti)

Le groupe d'espèces canadensis comprend six espèces, qui sont aussi celles de ce qui est parfois traité comme le sous-genre Sitta (Micrositta) Buturlin, 1916 : la Sittelle du Yunnan, la Sittelle à poitrine rousse (S. canadensis), la Sittelle de Chine (S. villosa), la Sittelle corse (S. whiteheadi), la Sittelle de Krüper (S. krueperi) et la Sittelle kabyle (S. ledanti). En 1953, les ornithologues néerlandais Karel Voous et John G. van Marle estiment que la Sittelle du Yunnan fait comme un lien entre les groupes canadensis et europaea, et en même temps qu'elle paraissait plutôt proche du groupe canadensis dont elle formait un représentant proche de l'état ancestral, que ce soit au niveau de sa répartition et de son plumage,. En 1957, Charles Vaurie propose de rapprocher l'espèce de la Sittelle de l'Himalaya (Sitta himalayensis). En 1998, Éric Pasquet étudie le cytochrome-b de l'ADN mitochondrial d'une dizaine d'espèces de sittelles, dont les différentes espèces du groupe de Sitta canadensis, mais la Sittelle du Yunnan n'est pas incluse dans l'étude. En 2014, Éric Pasquet et al. publient une phylogénie fondée sur l'ADN nucléaire et mitochondrial de 21 espèces de sittelles et confirment les relations de l'étude 1998 au sein du « groupe canadensis », en ajoutant la Sittelle du Yunnan, qui est trouvée comme la plus basale des espèces de ce groupe.

## La Sittelle du Yunnan et l'Homme

### Dans la culture
La poste de la République populaire de Chine a représenté l'espèce dans une série de timbres éditée entre 2002 et 2006 et consacrée aux oiseaux endémiques du pays. Parmi les autres espèces de la série, se trouvaient notamment le Tragopan de Cabot (Tragopan caboti), le Podoce de Biddulph (Podoces biddulphi) et la Pirolle de Taïwan (Urocissa caerulea),.

### Menaces et protection
En 1987, l'ornithologue chinois Zheng Zuoxin décrit la Sittelle du Yunnan comme rare, mais elle est localement commune, comme dans les forêts de pins subsistantes de Lijiang. Son aire de répartition est relativement restreinte, couvrant environ 170 000 km2, et l'oiseau a disparu de plusieurs localités où il était présent au début du XXe siècle. L'espèce est menacée par la destruction de son habitat et pourrait être dépendante des vieilles forêts de pins, mais semble aussi pouvoir vivre dans les habitats dégradés. Une étude menée en 2009 a essayé de prédire l'impact que pourront avoir les changements climatiques sur la répartition de plusieurs espèces de sittelles en Asie, en modélisant deux scénarios ; la Sittelle du Yunnan pourrait voir sa distribution diminuer de 43,6 à 47,7 % d'ici les années 2040 à 2069. Les effectifs de l'espèce ne sont pas connus ni estimés, mais seraient en déclin, et l'espèce est considérée comme « quasi menacée » par l'Union internationale pour la conservation de la nature.